# Trapezites heteromacula
Trapezites heteromacula é uma espécie de borboleta da família Hesperiidae.